# Escudo de Valencia

Escudo de la ciudad de Valencia.

El escudo de la ciudad de Valencia se basa en el Señal Real de Aragón, tras concesión de Pedro el Ceremonioso, al que se incorporaron diferentes elementos con el tiempo, alusivos a las armas personales de Jaime II de Aragón, quien incorporó la ciudad a la Corona, y a diferentes hechos bélicos. El emblema con una representación del escudo que utiliza el Ayuntamiento de Valencia garantiza su uso institucional, a pesar de no estar oficializado en el Diario Oficial de la Generalidad Valenciana (DOGV).

## Blasonado
En escudo cuadrado apoyado sobre uno de sus vértices, campo de oro con cuatro bastones de gules, dos eles coronadas como sostenes y dos ramas de laurel que se cruzan en la parte inferior. Al timbre, corona real abierta surmontada de un murciélago, visto de frente y con las alas extendidas, de sable.

## Historia

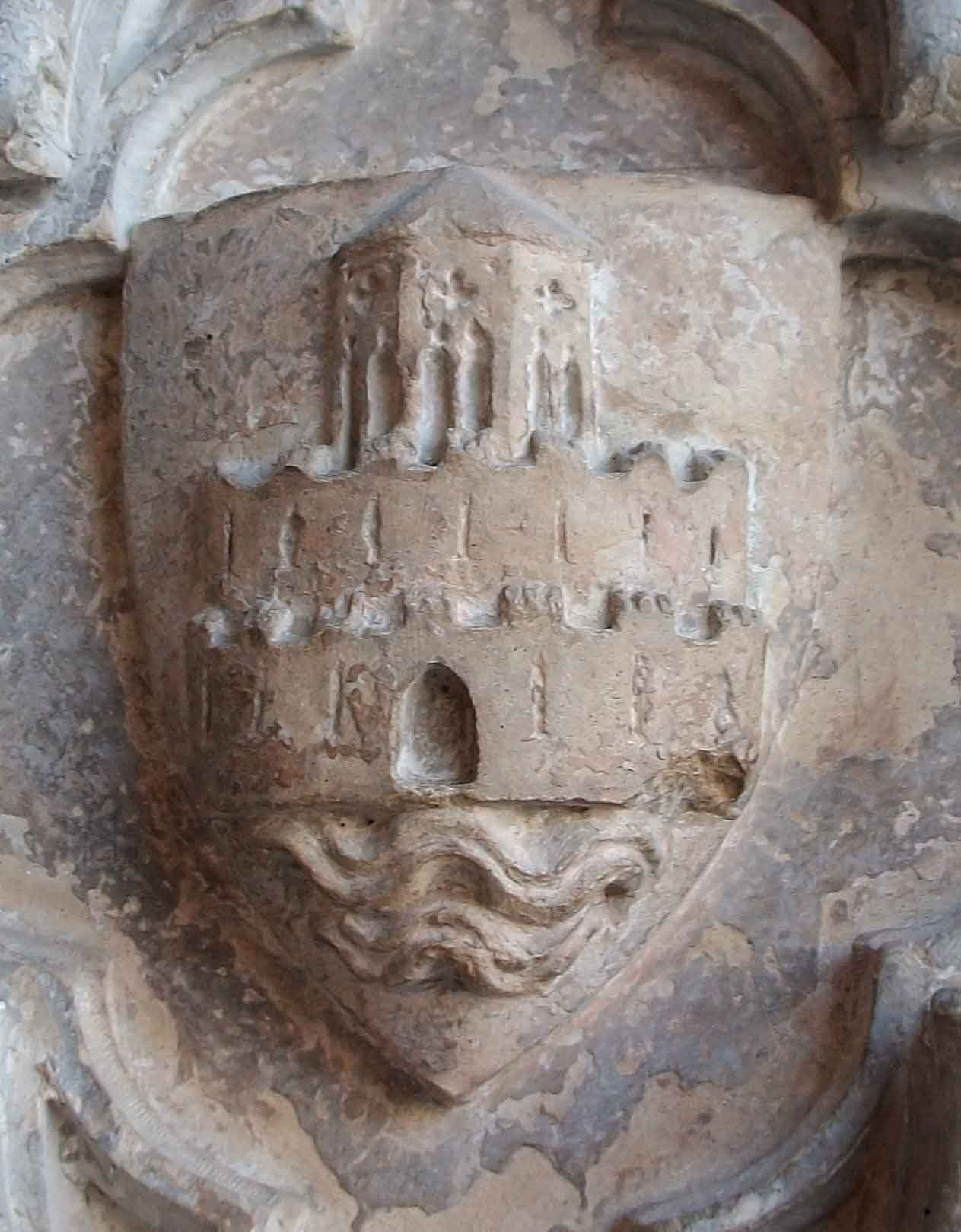
Antiguo escudo de Valencia esculpido en la catedral.

En el primer periodo, tras la conquista de Valencia por Jaime I en 1238 y hasta el reinado de Pedro el Ceremonioso, la ciudad utilizó como armas propias un escudo puntiagudo con los cuatro palos colorados sobre campo de oro, sin corona ni yelmo. Subsistiendo junto a él otro escudo, alusivo a su emplazamiento, que representaba una ciudad sobre las aguas. Este emblema aparece representado en uno de los primeros sellos municipales (1312) y en el escudo esculpido en la puerta gótica de la Catedral de Valencia.
El actual escudo de la ciudad de Valencia, con forma de cairó (cuadrado apoyado sobre uno de sus vértices), con los cuatro palos de gules sobre campo de oro y la corona real, se remonta a 1377, cuando se adoptó como divisa las propias armas reales.

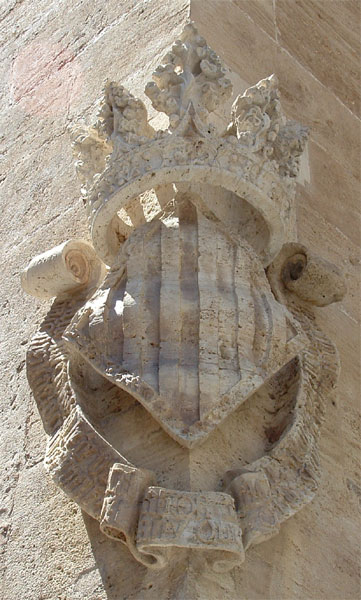
Escudo coronado en la Lonja de la Seda de Valencia de fines del.

Pedro el Ceremonioso, en reconocimiento a la resistencia opuesta por Valencia a Pedro el Cruel de Castilla durante la Guerra de los Dos Pedros (1356-1365), le concede a la Ciudad de Valencia el derecho a utilizar sus armas y la corona real.

«E es cert quel senyal per los molts alts Reys darago atorgat e confermat a la dita Ciutat era e es lur propri senyal Reyal de bastons o barres grogues e vermelles. [...] [L]o molt alt senyor Rey ara Regnant per son propri motiu e sa mera liberalitat tenint se aixi com fon sa merce per molt servit de la dita Ciutat senyaladament en la guerra de Castella prop passada specialment en los dos Setges e pus principalment en lo segon e derrer daquells tenguts sobre aquella per el Rey de Castella enadi la dita corona al dit senyal»
Manual de Consells de 1377 (Archivo Histórico Municipal de Valencia, años 1375-1383, n. 17, sig. A)

De esta enseña heráldica, adoptada en la forma de estandarte, con una corona sobre las barras de los reyes de la Corona de Aragón, evolucionó hasta la composición vexilológica de la señera, bandera oficial de la Comunidad Valenciana[cita requerida].
En los comienzos del siglo XVI, apareció en algunos escudos la figura del murciélago, popularmente conocido como rat penat. Existen numerosas leyendas que explican el porqué de la aparición del murciélago en el escudo, todas ellas relacionadas con el asedio de la ciudad por las tropas de Jaime I el Conquistador aunque la más verosímil es su adopción en similitud con el dragón usado en la cimera como emblema personal por el monarca Pedro IV el Ceremonioso.
También del siglo XVII son las "L" a cada lado del escudo, simbolizando el título de "dos veces leal", otorgado por Pedro el Ceremonioso a la ciudad por los dos asedios que sufrió en la guerra con Castilla, mencionada anteriormente.
El escudo adquiere desde el final de la Guerra de la Independencia Española (1808-1814), dos ramas de laurel que simbolizan la defensa de la ciudad ante el general francés Moncey, según otorgamiento a la ciudad por Fernando VII.

## Imágenes

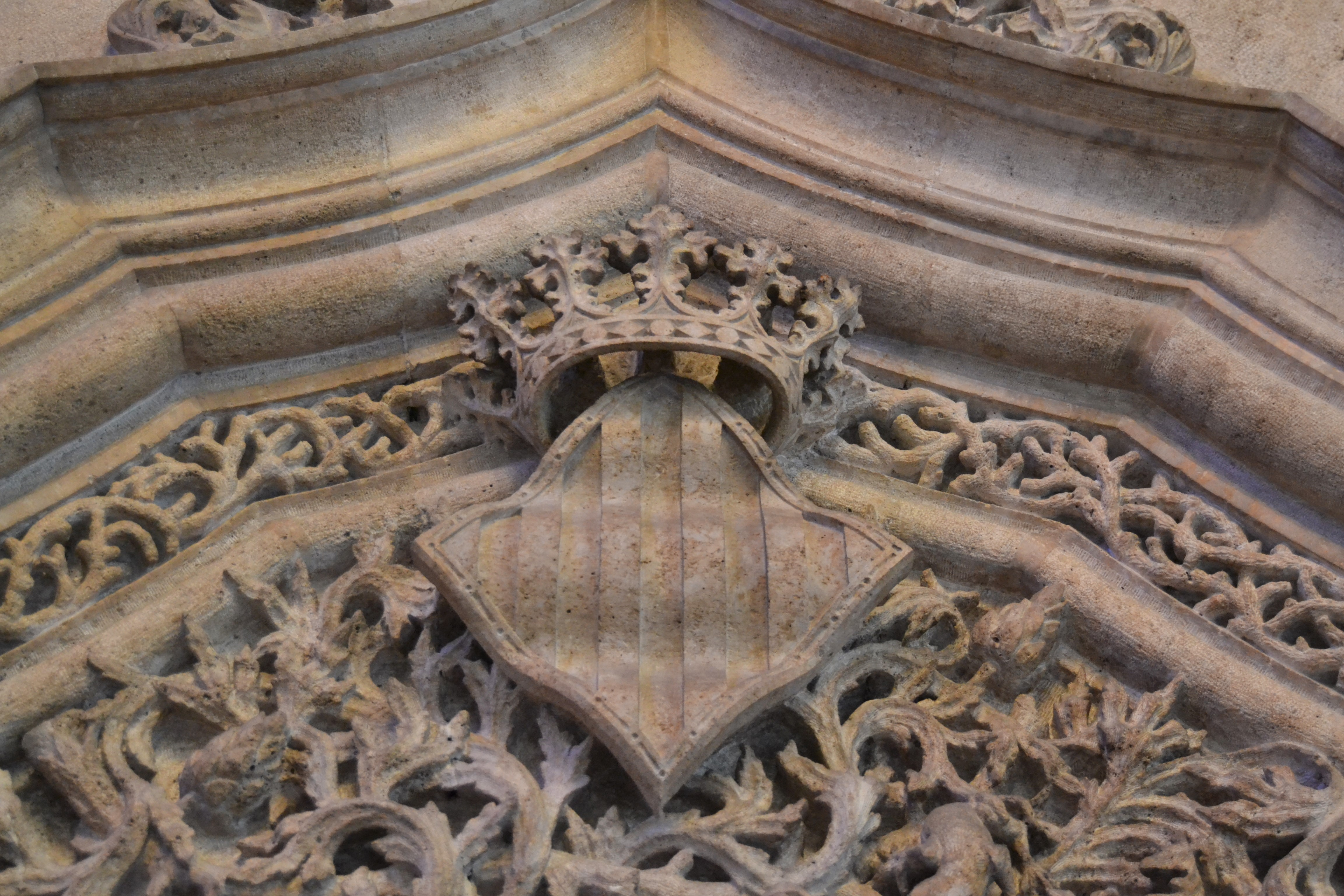
Escudo sobre la puerta de la capilla de la Lonja de la Seda.
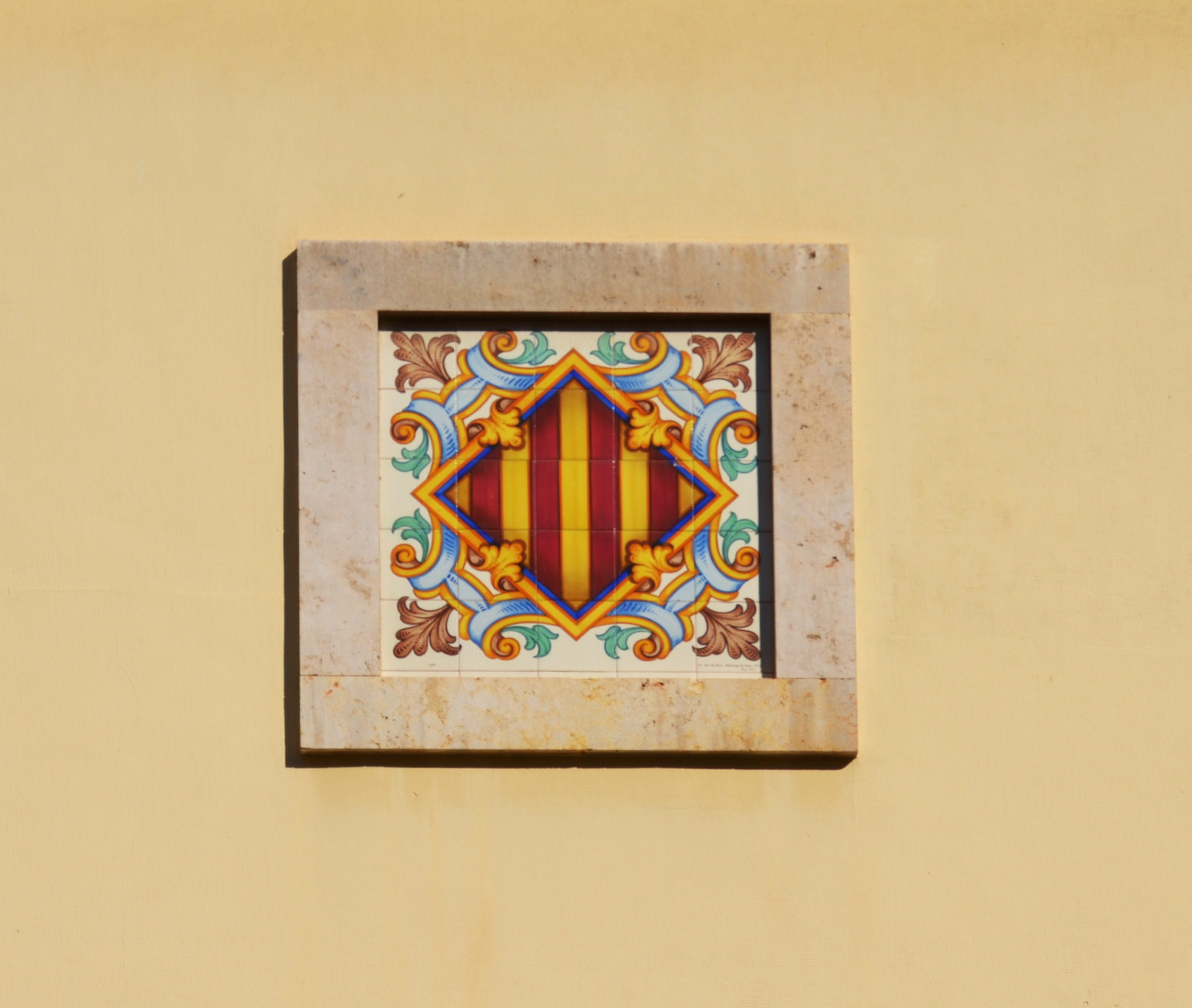
Escudo en el antiguo Mercado de Abastos de Valencia.
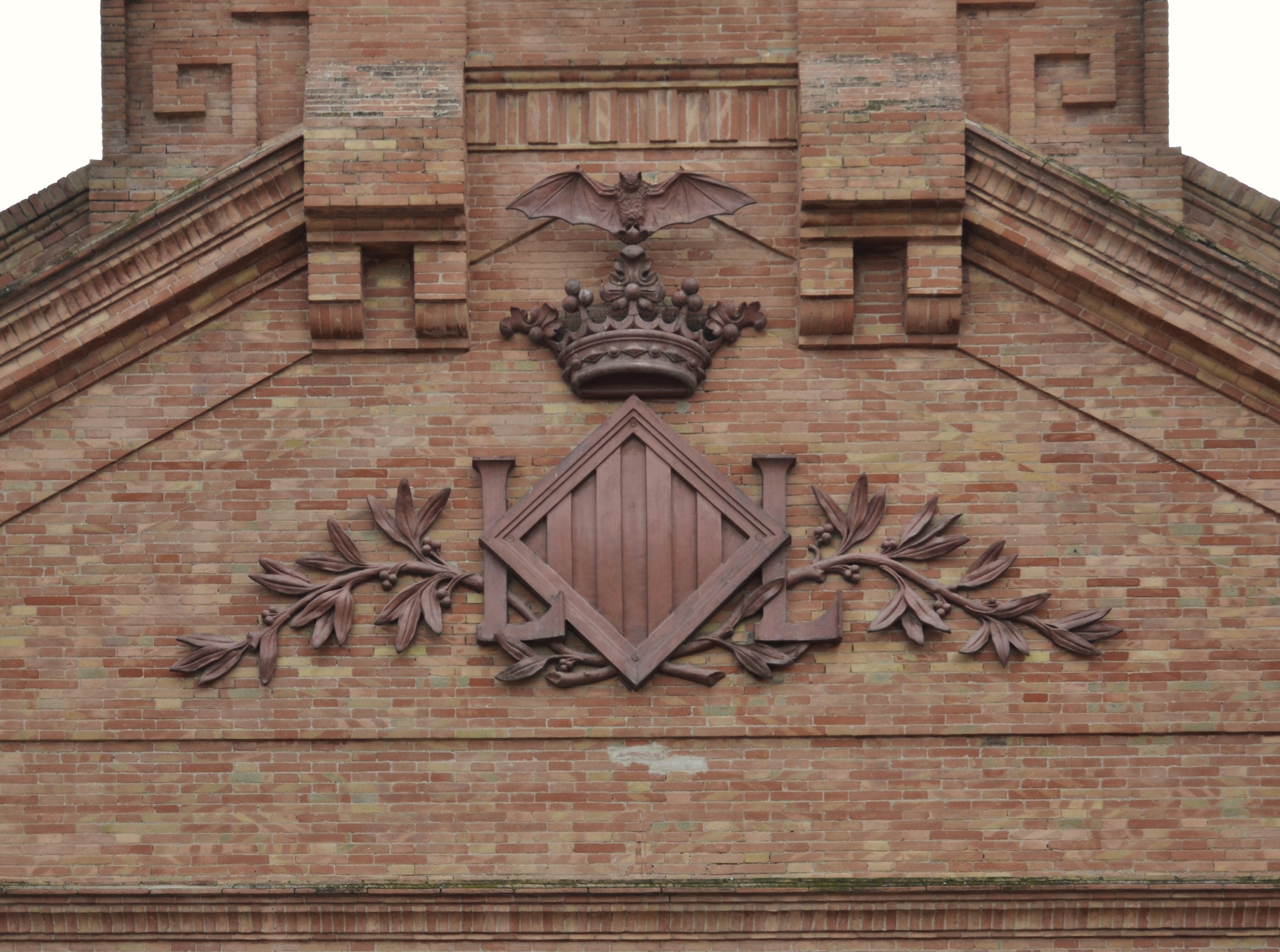
Escudo en el antiguo matadero de la ciudad.
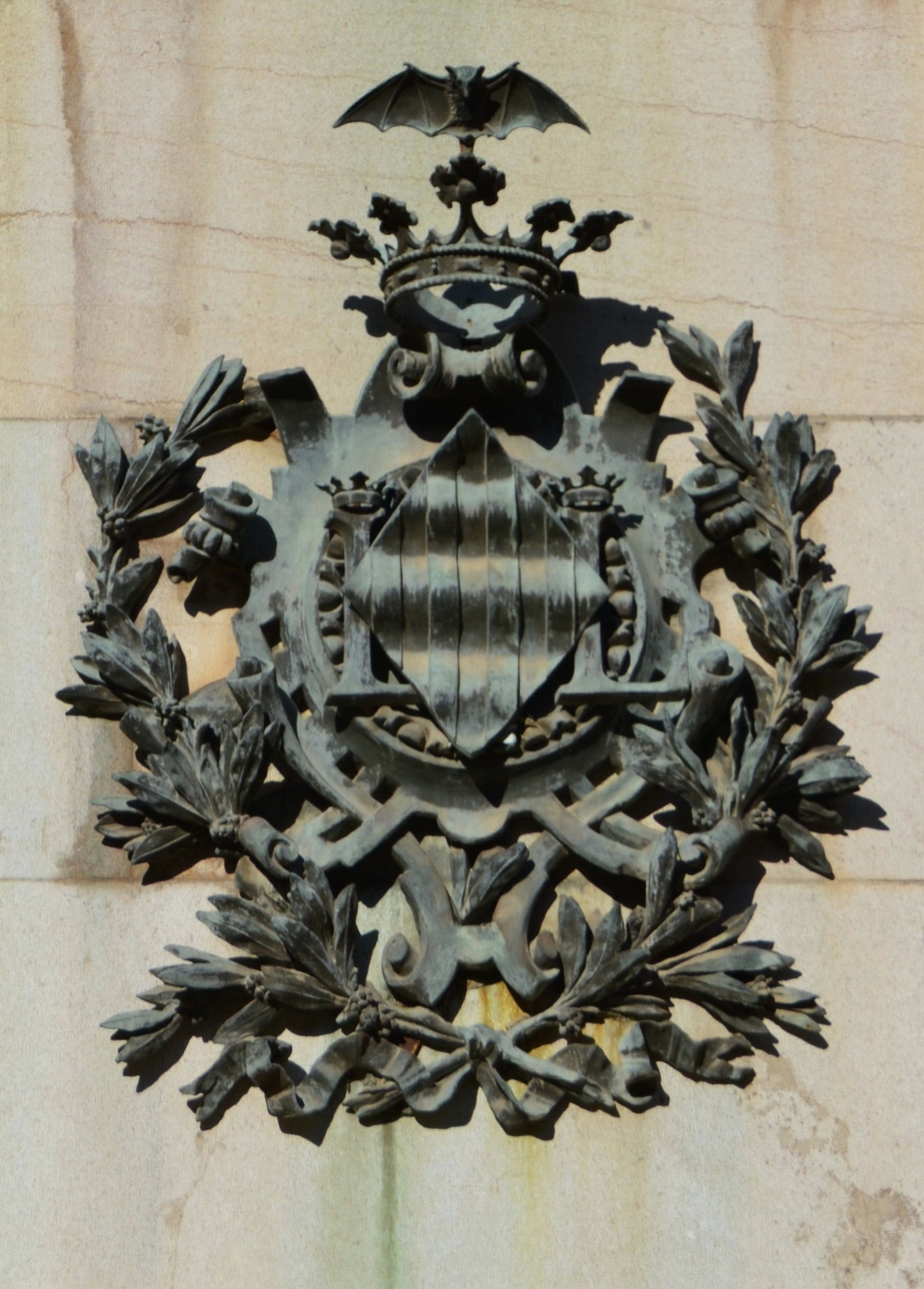
Escudo en el monumento a Jaime I en los jardines del Parterre.
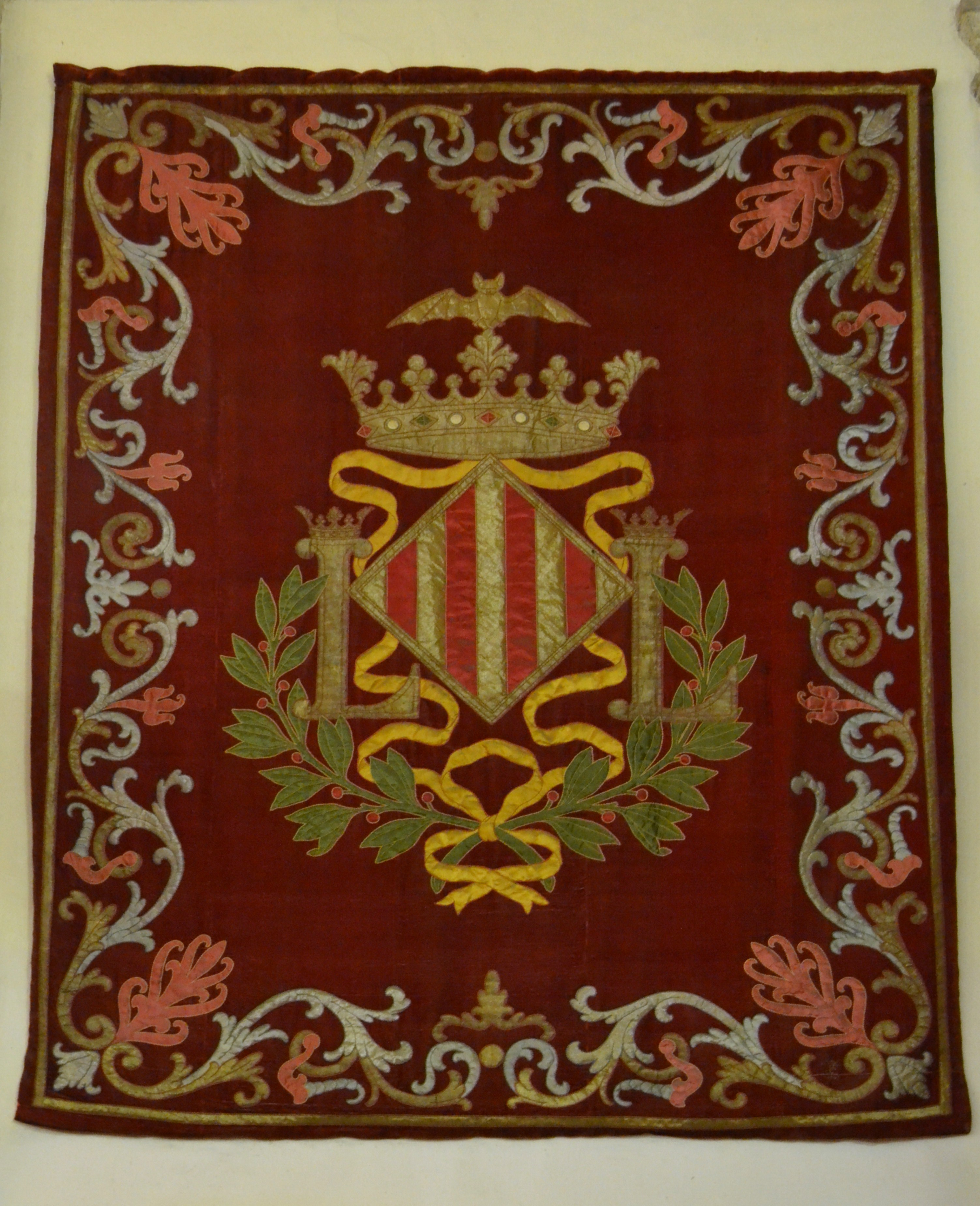
Repostero en el Convento de Santo Domingo.
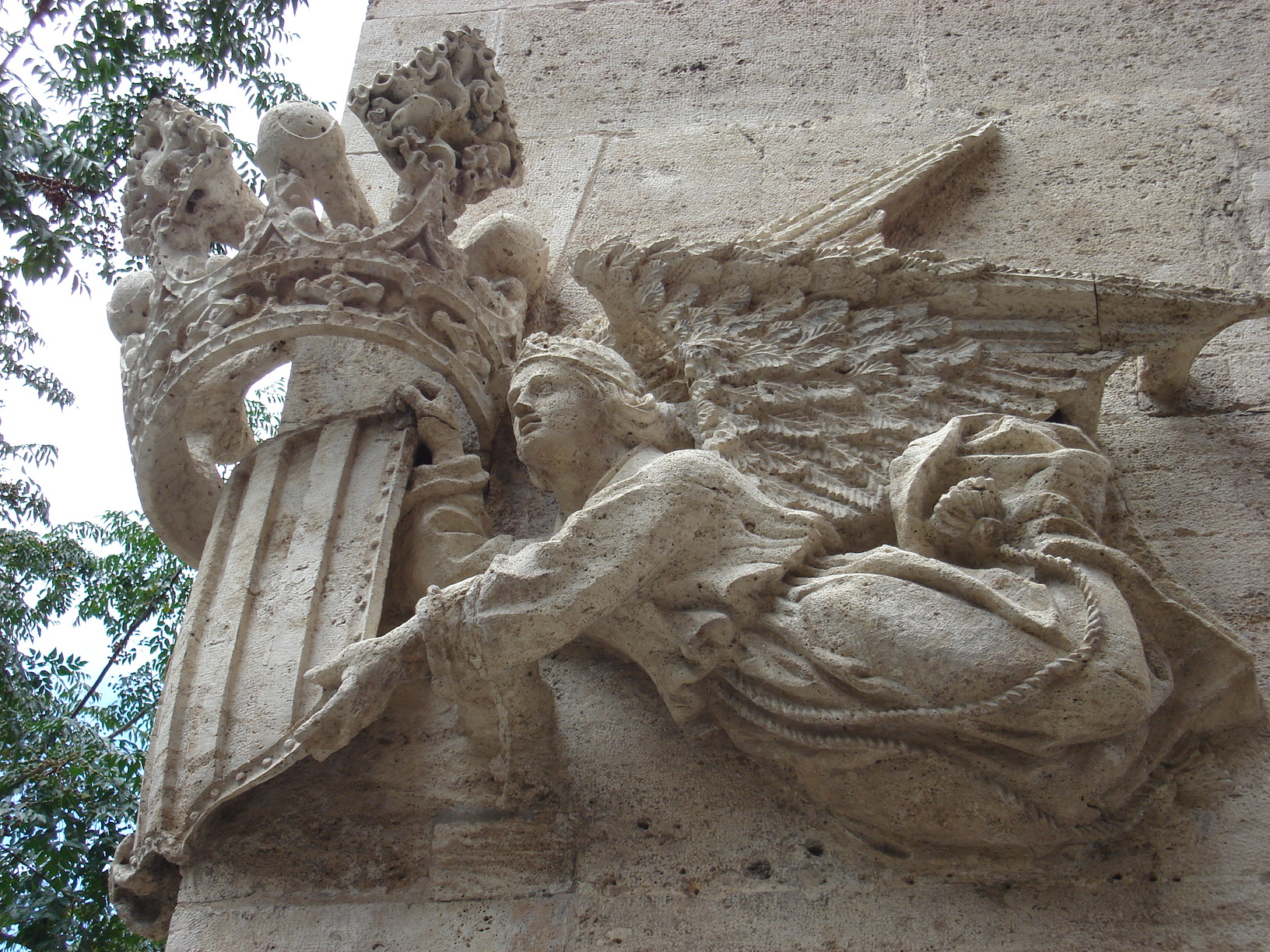
Lonja de la Seda.
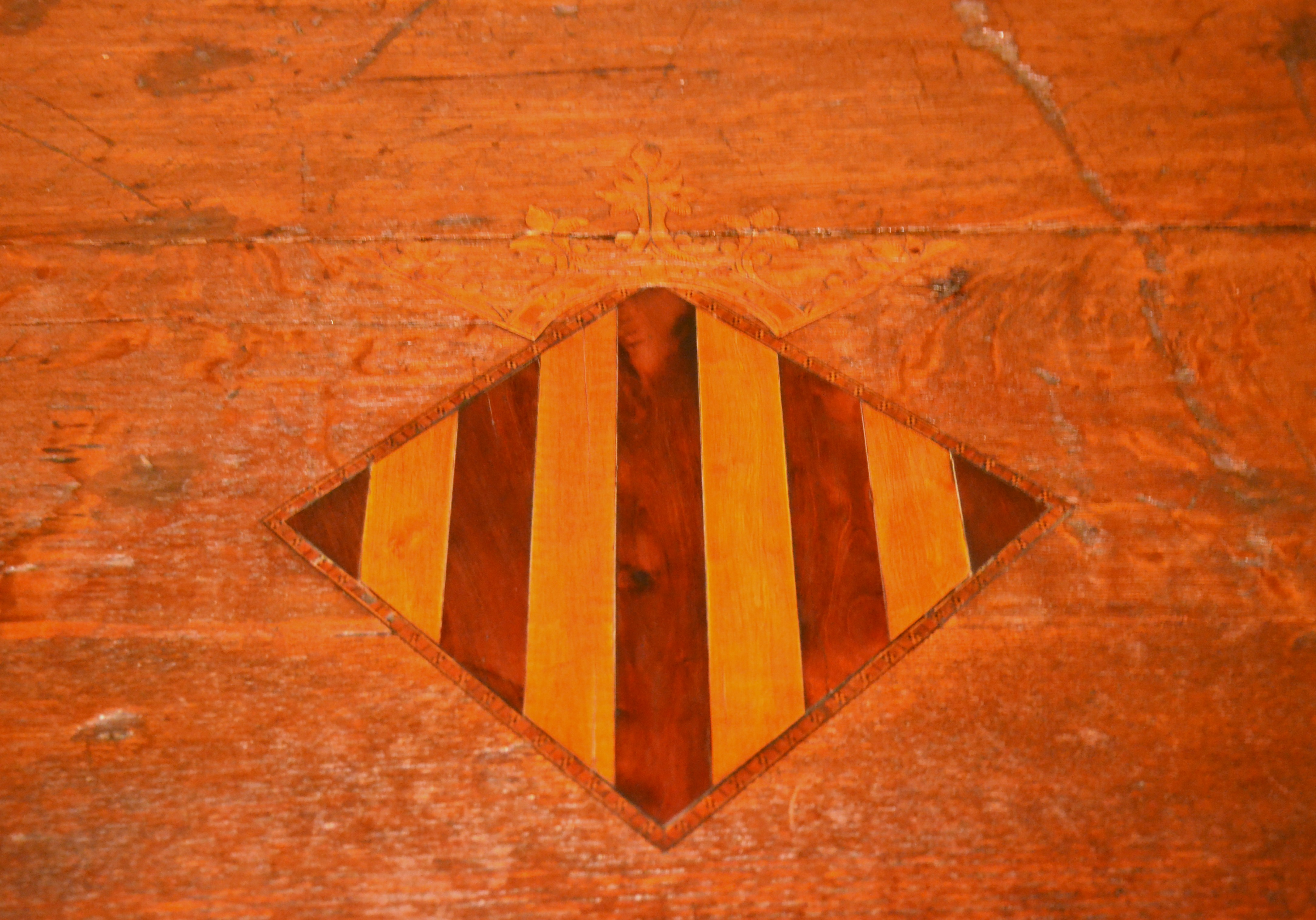
Escudo en la caixa de gros o de cabals del Palacio de Cervellón.
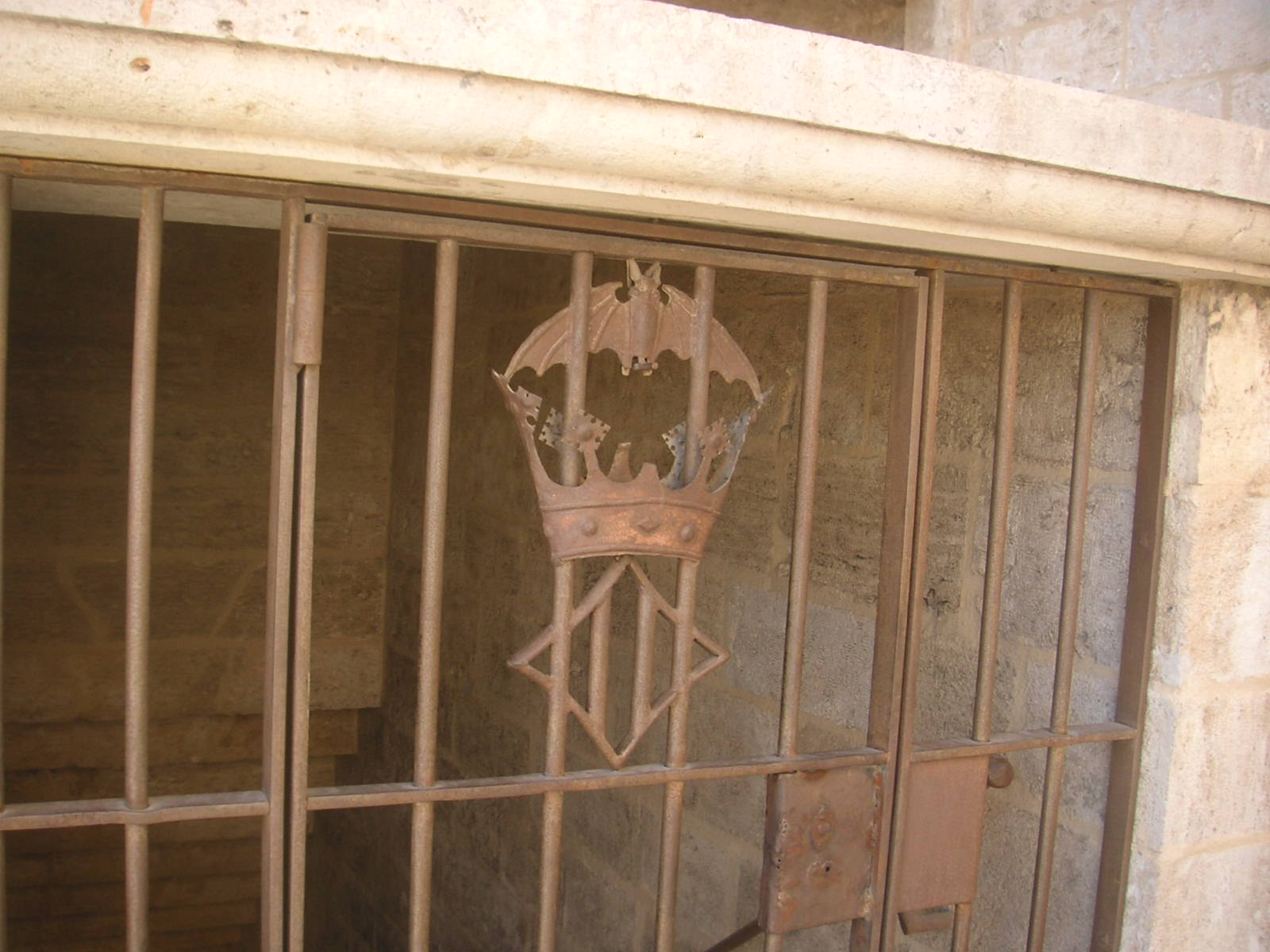
Escudo en una de las puertas de acceso a las Torres de Serranos.

## Otros proyectos
- Wikimedia Commons alberga una categoría multimedia sobre Escudo de Valencia.

- Datos: Q2750915
- Multimedia: Coats of arms of Valencia (city) / Q2750915